# Platysteira
Platysteira – rodzaj ptaków z rodziny krępaczków (Platysteiridae).

## Zasięg występowania
Rodzaj obejmuje gatunki występujące w Afryce.

## Morfologia
Długość ciała 8–13 cm; masa ciała 8,8–18,8 g.

## Systematyka
Rodzaj zdefiniowała w 1830 roku para brytyjskich ornitologów, William Jardine i Prideaux John Selby, w publikacji ich autorstwa poświęconej ornitologii. Autorzy wymienili trzy gatunki – Muscicapa melanoptera J.F. Gmelin, 1789 (= Muscicapa cyanea Statius Müller, 1776), Platyrhynchus collaris Jardine & Selby 1826 (= Muscicapa cyanea Statius Müller, 1776) i Platyrhynchus desmarestii Jardine & Selby 1826 (= Muscicapa cyanea Statius Müller, 1776) – z których gatunkiem typowym jest (późniejsze oznaczenie) Muscicapa melanoptera J.F. Gmelin, 1789 (= Muscicapa cyanea Statius Müller, 1776) (krępaczek rubinobrewy).

### Etymologia
- Platysteira (Platystera, Platystira): πλατυς platus ‘szeroki’; στειρα steira ‘kil statku’[11].
- Myiophila: gr. μυια muia, μυιας muias ‘mucha’; φιλος philos ‘miłośnik’, od φιλεω phileō ‘kochać’[12]. Typ nomenklatoryczny (oznaczenie monotypowe): Platystira concreta Hartlaub, 1855.
- Stiphromyias (Striphomyias): gr. στιφρος stiphros ‘gruby, tęgi’; nowołac. myias ‘muchołówka’, od gr. μυια muia, μυιας muias ‘mucha’; πιαζω piazō ‘chwytać’[13].

### Podział systematyczny
Do rodzaju należą następujące gatunki:
- Platysteira cyanea (Statius Müller, 1776) – krępaczek rubinobrewy
- Platysteira albifrons Sharpe, 1873 – krępaczek białoczelny
- Platysteira laticincta G.L. Bates, 1926 – krępaczek obrożny
- Platysteira peltata Sundevall, 1850 – krępaczek białogardły
- Platysteira blissetti (Sharpe, 1872) – krępaczek modrooki
- Platysteira chalybea (Reichenow, 1897) – krępaczek czarnogardły
- Platysteira jamesoni (Sharpe, 1890) – krępaczek lśniący
- Platysteira concreta Hartlaub, 1855 – krępaczek złotobrzuchy